# Ulrich Zeitel

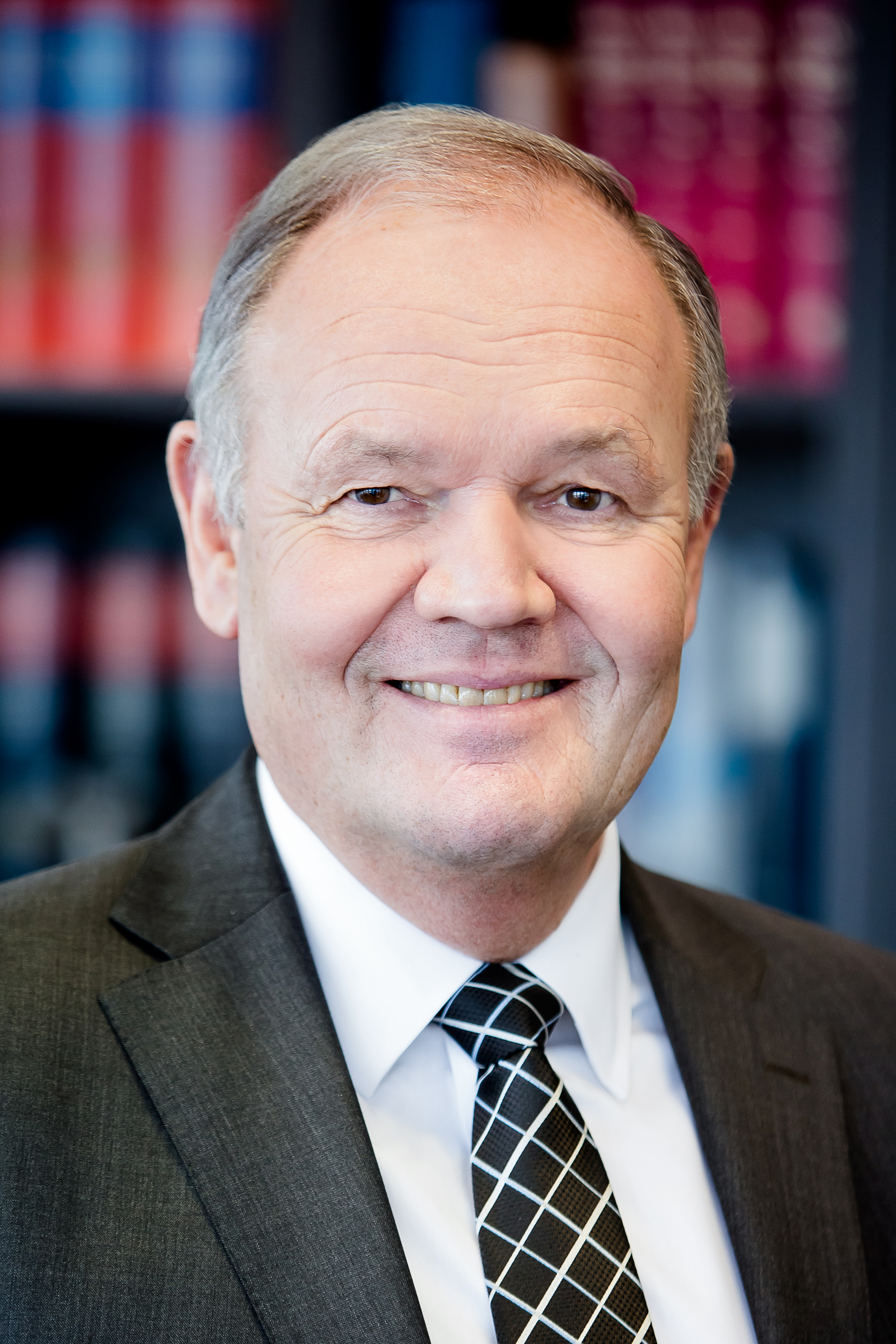
Ulrich Zeitel, 2017

Ulrich Zeitel (* 4. Oktober 1956 in Tübingen) ist ein deutscher Rechtsanwalt. Er ist Geschäftsführer des Forum Institut für Management in Heidelberg und Mitglied des Landesvorstandes des Wirtschaftsrats der CDU e. V. in Baden-Württemberg sowie Mitglied des Präsidiums und des Landesvorstandes der CDU Baden-Württemberg.

## Werdegang
Ulrich Zeitel, zweites von vier Kindern des Ehepaares Edith Zeitel, geborene Becker, und Gerhard Friedrich Hermann Zeitel, absolvierte von 1977 bis 1983 ein Studium der Rechtswissenschaften an den Universitäten Mannheim, Bonn und Lausanne (Schweiz). Er absolvierte Sprach- und Studienaufenthalte in der Sowjetunion sowie bei einer deutschen Bank in Moskau. Im Mai 1983 vollendete Zeitel sein erstes juristisches Staatsexamen in Mannheim und begann im Anschluss ein Referendariat am Landgericht Mannheim. Das zweite juristische Staatsexamen folgte im Juni 1986. Im Juli 1989 promovierte Zeitel zum Dr. jur. an der Universität Mannheim über das Thema: Die Auswirkungen des Staatlichen Außenhandelsmonopols auf die Vertragsgestaltung im Handel mit der Sowjetunion. Im Jahre 1987 begann Zeitel als Rechtsanwalt in Heidelberg und befasste sich als Seniorpartner der Kanzlei Dr. Zeitel und Kollegen vorwiegend mit Fragen des Wirtschafts- und Arbeitsrecht und der Beratung mittelständischer Betriebe.
Seit 1983 ist Zeitel im FORUM Institut für Management GmbH tätig. Dort war er zunächst Projektleiter Recht, später einer von drei geschäftsführenden Gesellschaftern (1988–2004) und seit September 2004 alleiniger Geschäftsführer.
Von Juli 2007 bis Dezember 2008 war Zeitel Executive Vice President Springer Science+Business Media mit der Zuständigkeit Conferences. Von 2009 bis September 2012 war er Mitglied des Führungskreises der Klett AG in Stuttgart.
Von 2004 bis 2010 war Zeitel Lehrbeauftragter für Internationales Privatrecht am Institut für Recht der Wirtschaft der Universität Wien. Seit Oktober 2012 ist Zeitel Mitglied der Hochschulkonferenz der SRH Hochschule Heidelberg und war von 2014 bis 2016 Dozent an der Hochschule Heidelberg. Seit 2017 ist er Dozent an der Hochschule der Wirtschaft für Management in Mannheim.
Am 18. Mai 2017 bekam Zeitel eine Ehrenprofessur der Hochschule der Wirtschaft für Management Mannheim verliehen als Anerkennung langjähriger Verdienste um die Entwicklung der praxisnahen Qualifizierung für Berufstätige unter Kooperation mit der Hochschule.
Zeitel war und ist Mitglied verschiedener Aufsichts- und Beiräte mittelständischer Unternehmen.
Im Oktober 2018 wurde ihm das Bundesverdienstkreuz am Bande verliehen.
Zeitel ist mit der Rechtsanwältin Evelyn Zeitel verheiratet und hat 3 Kinder.

## Politik
Zeitel ist Mitglied der CDU und war von 2003 bis 2015 Landesvorsitzender des Wirtschaftsrates der CDU und Mitglied des Präsidiums. Heute ist Zeitel Ehrenvorsitzender des Landesverbandes des Wirtschaftsrates der CDU e.V. und Mitglied des Landesvorstandes der CDU in Baden-Württemberg. Seit Januar 2018 ist er der Vorsitzende des Landesfachausschuss Wirtschaft der CDU Baden-Württemberg.  Seit 2019 ist er Mitglied des Präsidiums der CDU Baden-Württemberg und Landesschatzmeister. Im November 2017 wurde Zeitel mit der Konrad-Adenauer-Medaille in Silber für seine Verdienste um die CDU Baden-Württemberg ausgezeichnet.